# Омега-петля

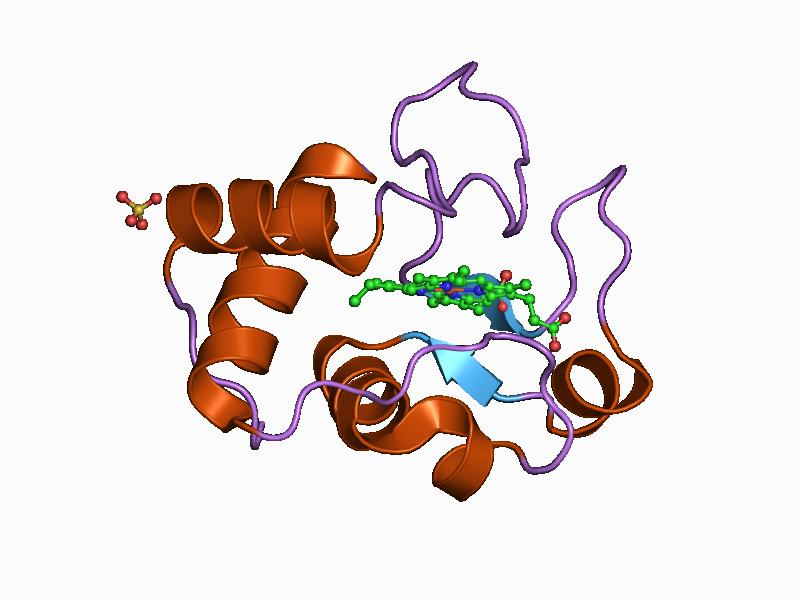
Cytochrome C

Петля омега — це нерегулярний структурний мотив білка, що складається з петлі з шести і більше амінокислотних залишків і будь-якої послідовності амінокислот. Визначальною характеристикою є те, що залишки, що складають початок і кінець петлі, близькі між собою в просторі, не мають втручаються довжин звичайних вторинних структурних мотивів. Він названий за своєю формою, що нагадує велику грецьку букву Омега (Ω).

## Структура
Петлі Омеги, будучи нерегулярними, неповторюваними вторинними структурними одиницями, мають різноманітні тривимірні форми. Форми петлі Омеги аналізуються для виявлення повторюваних візерунків у двогранних кутах та загальної форми петлі, щоб допомогти визначити потенційну роль у складі та функціонуванні білка.

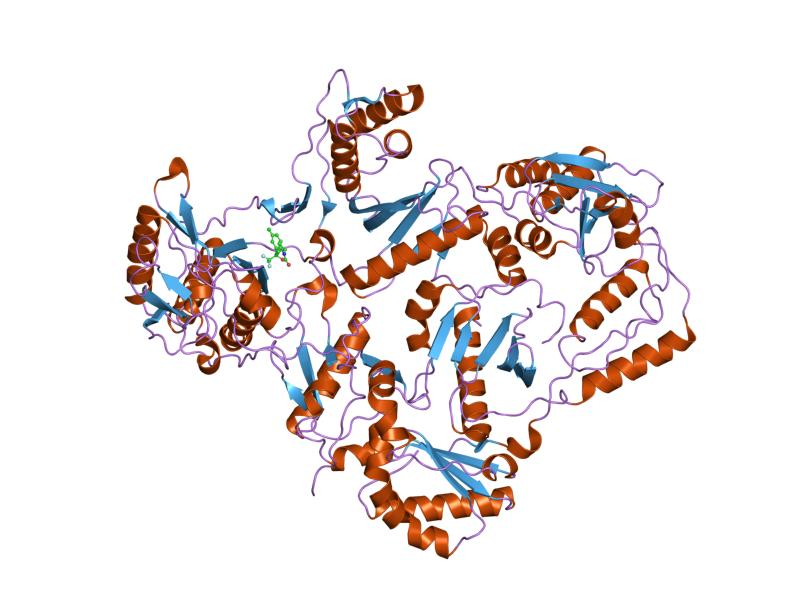
HIV-1 reverse transcriptase

Оскільки петлі майже завжди знаходяться на поверхні білка, часто передбачається, що ці структури є гнучкими; однак, різні омега-петлі виявляють діапазон гнучкості в різні часові шкали руху білка і були визначені як ті, що відіграють роль у згортань деяких білків, включаючи зворотну транскриптазу ВІЛ-1; цитохром c; і нуклеїди.